# Matija Kujundžić
Matija Kujundžić (15. veljače 1855., Subotica ‒ ?), hrvatski katolički svećenik, isusovac, teolog.
U Subotici je završio osnovnu školu i nekoliko razreda gimnazije. Potom je prešao u sjemenište čanadske biskupije, gdje je maturirao. 1878. je primio svećeničke sakramente. Kratko je bio kapelan i iza toga postao je župnik u Neuzini. Poslije se je pridružio isusovcima. Otišao je u Austriju u Innsbruck gdje je studirao bogoslovlje. Nakon svršetka studija otišao je u Bosnu gdje je predavao na gimnaziji u Travniku i bogosloviji u Sarajevu. 1927. je godine objavio trosveščano djelo Život i muka Isusa Krista.
Ante Sekulić ga je uvrstio u antologiju Književnost podunavskih Hrvata u XX. stoljeću.